# بوب ديل
بوب ديل (بالإنجليزية: Bob Dill)‏ هو لاعب هوكي جليد أمريكي، ولد في 25 أبريل 1920 في سانت بول في الولايات المتحدة، وتوفي في 16 أبريل 1991.

## وصلات خارجية
- بوب ديل على موقع دوري الهوكي الوطني (الإنجليزية)
- بوب ديل على موقع قاعة مشاهير الهوكي (لاعب أن.إتش.أل) (الإنجليزية)
- بوب ديل على موقع EliteProspects.com (الإنجليزية)
- بوب ديل على موقع HockeyDB.com (الإنجليزية)
- بوب ديل على موقع Hockey-Reference.com (الإنجليزية)